# Depot von Starý Bydžov
Das Depot von Starý Bydžov (auch Hortfund von Starý Bydžov) ist ein Depotfund der frühbronzezeitlichen Aunjetitzer Kultur aus Starý Bydžov im Královéhradecký kraj, Tschechien. Es datiert in die Zeit zwischen 2000 und 1800 v. Chr. Das Depot befindet sich heute im Museum von Nový Bydžov.

## Fundgeschichte
Das Depot wurde am 15. März 1893 nordwestlich von Starý Bydžov beim Anlegen eines Entwässerungsgrabens entdeckt. Es lag in etwa 1 m Tiefe kurz über dem Boden einer 112 cm tiefen Grube, die mit Asche, Erde, Holzkohle, Keramikscherben und Tierknochen verfüllt war.

## Zusammensetzung
Das Depot war in einem Keramikgefäß niedergelegt worden, das bei der Bergung des Funds zerbrochen wurde und dessen Scherben nicht aufgehoben wurden. Darin befanden sich 33 Bronzegegenstände: ein Randleistenbeil, drei Rudernadeln, ein Stabarmring, 20 Drahtringe und acht Scheibenanhänger. Hinzu kommen zwei Zierscheiben (Faleren) aus Kupferblech. Das Beil hat eine gebogene Schneide und einen flachrunden Nacken. Die Nadeln haben dünn getriebene Köpfe, die in eingerollten Röllchen enden. Bei zwei Exemplaren sind die Köpfe neuzeitlich beschädigt, bei einem davon sind Kopf und Unterteil bereits in vorgeschichtlicher Zeit auseinandergebrochen. Der Armring weist verjüngte Pufferenden auf. Von den Drahtringen sind zwei aus einfachem und 18 aus doppeltem Draht gefertigt. Bei den Anhängern handelt es sich um vier Paare. Sie weisen am Hals eine Drahtumwicklung auf. Bei einem Paar handelt es sich um eine laienhaft ausgeführte Nachahmung der anderen Exemplare. Von den Zierscheiben ist eine rund und weist einen Kegel in der Mitte sowie zwei sich gegenüber liegende Niete auf. Die zweite ist zungenförmig und besitzt ebenfalls zwei Niete. An ihrer Unterseite haben sich Reste einer Unterlage erhalten.